# Europcar Mobility Group
Pour l'équipe cycliste, voir Équipe cycliste Europcar.

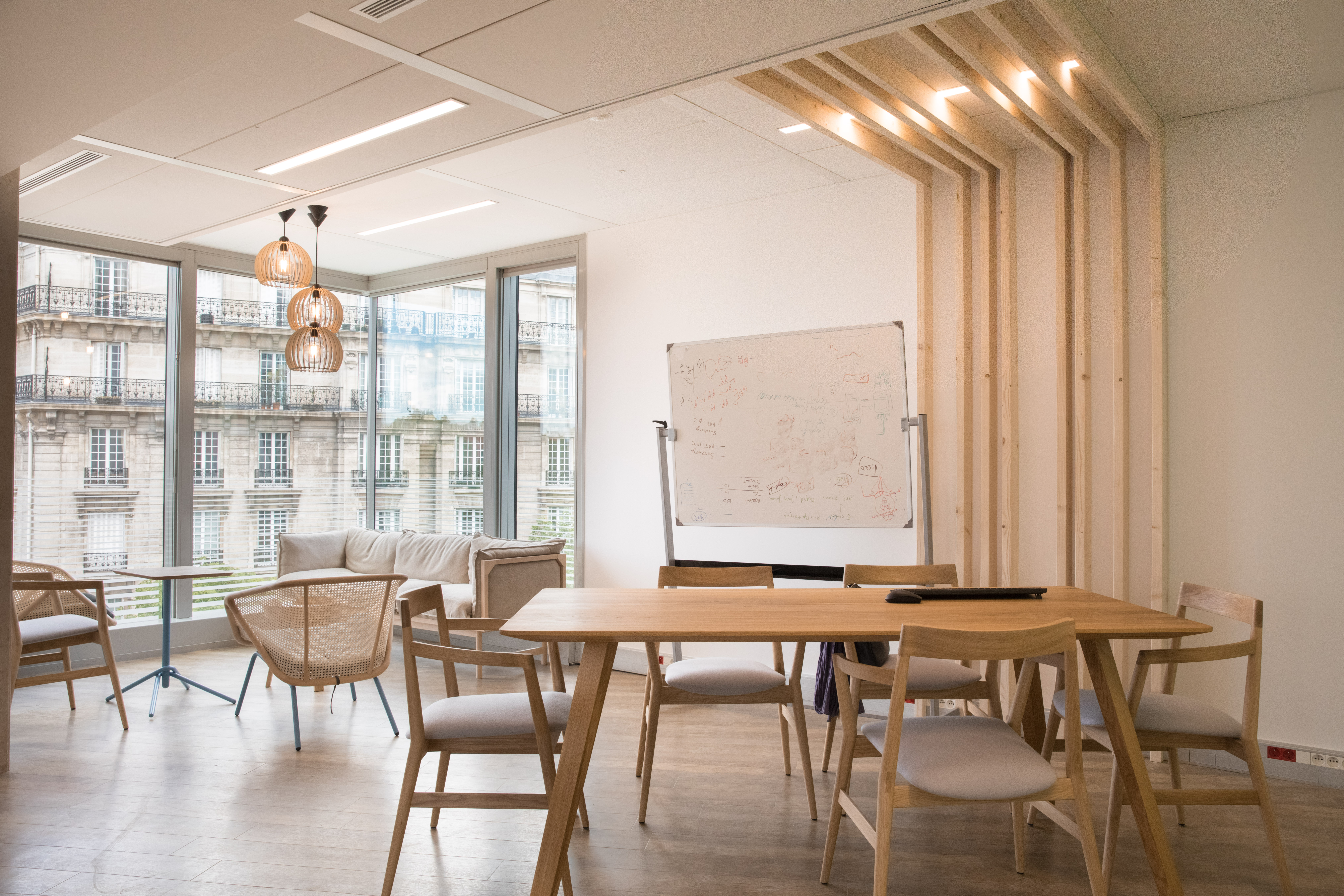
Siège social d'Europcar Mobility Group dans le 17e arrondissement à Paris, France.

Europcar Mobility Group est une entreprise française de solutions de mobilités créée en 1949 à Paris. Au-delà de son métier historique de location de véhicules, Europcar offre d'autres solutions de mobilité : services de chauffeur, auto-partage, partage de scooters électriques, location de voitures entre particuliers, recherche et comparaison de moyens de transports.
Le groupe est coté à la bourse de Paris. En juillet 2021, le Groupe Volkswagen rachète Europcar aux fonds d’investissement propriétaire depuis fin 2020.

## Historique

### Débuts
Europcar Mobility Group est fondé en 1949 à Paris par Raoul-Louis Mattei sous le nom « l’Abonnement Automobile ». La marque « Europcars » (avec un s final) est créée en 1951. L'entreprise est détenue de 1970 à 1988 par Renault, la Compagnie des Wagons-Lits et Accor.
Les premiers développements à l’international sont initiés dès les années 1970 avec l’implantation de la succursale en Belgique en 1973 Europcar SA et la création de filiales en Europe (Allemagne, Pays-Bas et Suisse).
En 1973, des accords sont conclus avec les loueurs américain National Car Rental (en) et canadien Tilden Rent-a-Car (en). Ces accords seront dénoncés en 1997.
Le « s » final de la marque disparait en 1974 qui devient désormais « Europcar ». Cette même année, les filiales en Espagne, en Grande-Bretagne, en Italie et au Portugal sont lancées.
Deux divisions sont créées en 1981 : Europcar France et Europcar International (holding qui assure les fonctions de franchiseur).
En 1994, lancement d’un nouveau système informatique baptisé Greenway pour gérer le parc automobile et le trafic des véhicules de la société.
En 1996, les filiales aux Pays-Bas et en Suisse sont reprises par des franchisés.

### Filiale de Volkswagen
Europcar est progressivement reprise par le groupe Volkswagen à partir de 1988, jusqu’à devenir une filiale à 100 % du constructeur automobile en 1999.
Dès 1999, Europcar s’implante au Mexique et en Chine. Un plan d’implantation internationale est lancé l’année suivante couvrant Cuba, l’Arabie-Saoudite et l’Algérie. Europcar lance son site de réservation en ligne la même année.
En 2001, Europcar lance un nouvel outil de réservation en ligne et rend ainsi accessibles les 200 000 véhicules de sa flotte dans 118 pays. La location à l’heure et le prépaiement sont désormais accessibles à tous.
L’accroissement du nombre de franchises d’exploitation et le développement de partenariats commerciaux permettent à Europcar de devenir le 1er loueur Européen en 2004[réf. nécessaire]. Europcar s’ouvre à l’Asie-Pacifique et à l’Amérique du Sud.

### Rachat par Eurazeo et entrée en bourse
En 2006, la société d’investissement Eurazeo rachète Europcar à Volkswagen pour 3 milliards d'euros (dont 1,8 milliard de reprise de dettes). Le président du directoire d’Eurazeo, Patrick Sayer indique qu'« avec une mise de fonds propres initiale de près de 900 millions d'euros, [Europcar] a vocation à être l'un des plus importants investissements d'Eurazeo ». Ce nouveau partenariat permet à Europcar de se développer en Amérique du Sud, au Moyen-Orient ainsi qu’en Chine et au Japon.
Un site consacré aux weekends est lancé en 2007 ; cette même année, Europcar devient le 1er loueur en France à proposer une flotte non-fumeur. Le déploiement de la réservation par mobile est acté en 2009. L’année suivante le groupe s’associe à Daimler pour lancer le service d'autopartage Car2go à Hambourg, en Allemagne.
En 2010, Philippe Guillemot, membre du comité exécutif d'Areva, est nommé administrateur et directeur général d'Europcar. Il sera brutalement mis fin à ses fonctions, par Patrick Sayer, président du directoire d'Eurazeo.
Le 1er octobre 2014, Philippe Germond, alors PDG du PMU depuis 2009, devient le directeur général d’Europcar.
En janvier 2015, Europcar acquiert la startup Ubeeqo, spécialiste de l’autopartage en entreprise. En juin 2015, Eurazeo introduit Europcar en bourse, mettant sur le marché plus de la moitié des actions qu'elle détenait à 12,25 € par action, une opération qui lui rapporte 879 millions d'euros. Eurazeo reste majoritaire avec 42,20 % du capital.
En mai 2016 est lancé un emprunt obligataire de 125 millions d'euros, destinés à financer une ou plusieurs acquisitions. Le 25 novembre 2016, Caroline Parot, alors directrice générale, est désignée nouvelle présidente du directoire du groupe en remplacement de Philippe Germond à la suite d'une décision du conseil de surveillance,.
En septembre 2016, Europcar fait l'acquisition de la société Brunel, société de droit britannique, leader dans les services de chauffeur privé disponible sur une application mobile.
En mai 2017, Europcar acquiert de la société allemande de location de véhicules Buchbinder. En juin 2017, Europcar annonce l'acquisition de Goldcar, entreprise espagnole de location, pour 550 millions d'euros.
En avril 2018, le groupe réalise (via Ubbeqo) l'acquisition de la société belge Poleis Consulting et de sa marque Scooty, une start-up de partage de scooters électriques en libre-service. Europcar Mobility Group a également pris des participations minoritaires dans Snappcar,, la deuxième plus importante société d'auto-partage entre particuliers en Europe, et Wanderio, une plateforme (de droit italien) multimodale de recherche et de comparaison de moyens de transports
Le 17 mai 2018, le groupe Europcar devient Europcar Mobility Group, un changement de nom et d'identité approuvé en assemblée générale des actionnaires.
En novembre 2019, le principal actionnaire Eurazeo annonce vouloir se retirer.
En mai 2020, Europcar obtient un prêt garanti par l'État de 220 millions d'euros à condition de ne pas verser de dividendes.
Touché de plein fouet par la crise économique liée au covid-19, Europcar annonce en septembre 2020 vouloir renégocier la structuration de sa dette. Au premier semestre 2020, sa perte nette a quadruplé pour atteindre 286 millions d'euros.
Le 19 novembre 2020, Les Echos indiquent qu'Europcar devrait basculer entre les mains de ses créanciers en échange d'un soutien d'un milliard d'euros pour sauver le groupe. En effet, entre 92 et 97 % du capital devrait passer sous le contrôle de quelques entreprises afin d'éponger une partie de la dette qui s'élève à 1,7 milliard d'euros.
En juillet 2021, Volkswagen acquiert Europcar pour 2,9 milliards d'euros, au travers d'un consortium dont Volkswagen sera propriétaire aux deux tiers. Cette opération est validée par l'autorité européenne de la concurrence fin mai 2022.

## Europcar France
La filiale française a été créée en 1982. Son siège est à Voisins-le-Bretonneux (Yvelines). RCS : 303656847. La franchise est également active dans les Antilles. Le siège d'Europcar Guadeloupe se situe aux Abymes et celui d'Europcar Martinique est au Lamentin.
|                                        | 2014  | 2015  | 2016  | 2017  | 2018  | 2019  | 2020  | 2021  | 2022 |
| -------------------------------------- | ----- | ----- | ----- | ----- | ----- | ----- | ----- | ----- | ---- |
| Chiffre d'affaires en millions d'euros | 322   | 341   | 381   | 373   | 387   | 379   | 189   | 226   | 306  |
| Résultat net en millions d'euros       | -64   | -19   | +10,6 | +43   | -6,7  | -6,2  | -68,4 | -16,2 | -3,7 |
| Effectif moyen annuel                  | 1 288 | 1 284 | 1 456 | 1 514 | 1 917 | 1 452 | 1 140 | 1 196 |      |

## Actionnaires
Le flottant est de 33%.
Liste des principaux actionnaires au 25 juin 2021.
| Anchorage Capital Group   | 25,23% |
| Marathon Asset Management | 11,81% |
| Attestor Limited          | 10,83% |
| Carval Investors          | 6,28%  |
| CenterBridge Partners     | 6,25%  |
| Diameter Capital Partners | 5,92%  |
| Autodétention             | 0,19%  |

## Activités
Le groupe propose aux particuliers et aux entreprises, pour des courtes et des moyennes durées, des véhicules de tourisme et utilitaires sous les marques Europcar, InterRent et GoldCar (prestations à moindre coût). Au-delà de son métier historique de location de voitures, Europcar Mobility Group a diversifié ses activités, offrant aujourd'hui une large palette de solutions de mobilité : location d'utilitaires, services de chauffeur, auto-partage, partage de scooters électriques, location de voitures entre particuliers, recherche et comparaison de moyens de transport.

## Marques
Présent dans 133 pays, Europcar Mobility Group opère à travers le monde sous ses différentes marques :
- Europcar : location de voitures, fourgonnettes et camions ;
- Goldcar : location de voitures low-cost ;
- InterRent : spécialiste de la location de voitures (segment bas de gamme) ;
- Buchbinder : un des leaders de la location de voitures en Allemagne ;
- Ubeeqo : start-up européenne spécialisée dans l'auto-partage ;
- Bluemove : société de car-sharing espagnole ;
- GoCar : société de car-sharing irlandaise ;
- E-car Club : société britannique proposant un club de voitures électriques en « pay-per-use » ;
- Scooty : start-up de partage de scooters électriques en libre-service ;
- Brunel : société de services chauffeur basée à Londres ;
- Snappcar : 2e plus importante société d'auto-partage entre particuliers en Europe ;
- Wanderio : plateforme multimodale de recherche et de comparaison de moyens de transport ;

*participations minoritaires.

## Sponsoring

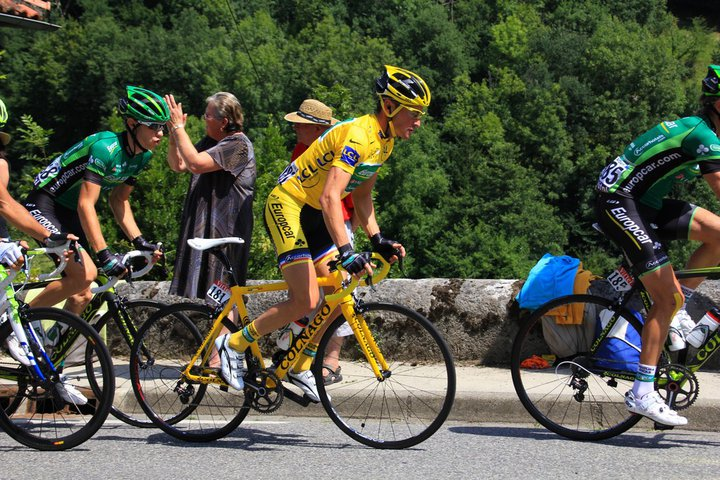
Thomas Voeckler en jaune sur le Tour 2011.

Europcar se lance dans le sponsoring sportif en 1980. Le groupe sponsorise une équipe Renault en Formule 1 et le Paris-Dakar. L'entreprise est aussi présente sur les greens de golf comme dans des compétitions hippiques ou sur des marathons.
Europcar accompagne entre 2011 et 2015 l’équipe française de cyclisme professionnel sur route dirigée par Jean-René Bernaudeau qui porte alors son nom : team Europcar. Depuis 2016, l'équipe est sponsorisée par Direct Energie.

## Siège social
Depuis 2018, Europcar Mobility Group a son siège dans le 17e arrondissement de Paris.